# Skara–Kinnekulle–Vänerns Järnväg
Skara–Kinnekulle–Vänerns Järnväg, SKWJ, var en smalspårig järnväg mellan Skara och Vänern vid Kinnekulle i Skaraborgs län. Järnvägen mellan Skara och Lundsbrunn finns kvar som en museijärnväg. 

## Historia
Kinnekulle hade stora tillgångar av kalk och det började bli en turistattraktion i slutet på 1800-talet. En av banorna mot Kinnekulle planerades från Skara som sedan 1874 hade en järnvägsanslutning till Västra stambanan med Lidköping–Skara–Stenstorps Järnväg (LSSJ). Skara–Kinnekulle–Vänerns Järnvägsaktiebolag bildades 1886 med ett aktiekapital på 342 000 kr. Järnvägen fick koncession samma år och bolaget erhöll ett statslån på 324 000 kr. Den smalspåriga banan invigdes den 14 december 1887 med en byggtid av mindre än ett år. Banan utgick från stationen vid LSSJ i Skara där SKWJ fick utöka bangården. SKWJ byggde lokstall med vändskivor i Skara och Gössäter. Banan var 30 km lång och hade kostat 675 000 kr att bygga. Sträckan Gössäter–Hönsäters hamn trafikerades endast av godståg förutom under 1897/98 då passagerare från Kinnekulle–Lidköpings järnväg (KiLJ) anslöt för vidare färd till och från Mariestad med Mariestad–Kinnekulle Järnväg (MKJ) i Gössäter innan viadukten över SKWJ var färdigbyggd 1898.
Efter att ha börjat bygga från Göteborg till Skara undersökte VGJ hur att komma vidare till Mariestad. Det ena alternativet var att gå in i blivande Skara–Timmersdala Järnväg (STJ) och det andra var att köpa SKWJ. VGJ valde det senare alternativet och SKWJ såldes till VGJ för 434 361 kr. Bolaget SKWJ upphörde och personal och fordon ingick i VGJ från den 1 januari 1904. VGJ köptes sedan av Svenska staten 1948 och blev en del av Statens Järnvägars (SJ) organisation.
För att undvika rundgång i Skara fick VGJ tillstånd att bygga om f.d. SKWJ. SKWJ hade kommit in från nordväst men efter ombyggnaden norr om Skara anslöt den till infarten för STJ från nordost. Ombyggnaden var färdig 1912.
Delen Hönsäters hamn–Gössäter blev nedlagd 1954 och revs 1955 men Hönsäters hamn fick en förbindelse med den till normalspår ombyggda banan Kinnekulle–Lidköpings järnväg (KiLJ). All trafik upphörde mellan Gössäter och Götene 1970 och persontrafiken upphörde samma år mellan Götene och Skara. Godstrafiken mellan Skara och Götene fortsatte fram till 1984. Delen Lundsbrunn–Gössäter revs 1985. Delen mellan Skara och Lundsbrunn finns kvar som en museijärnväg, Skara–Lundsbrunns Järnvägar. Banvallen Lundsbrunn–Götene–Gössäter vidare till Hönsäters hamn verkar till större delen vara bevarad.